# 東西声
東西声（とうざいごえ）は、歌舞伎や人形浄瑠璃の序びらき、口上の前などに「東西、東西」と裏から声を掛けること。またその声。開始の合図である。

## 概要
明確な起源は不明だが、すでに江戸時代中期には各種の興行ものにおいて用いられていた。
劇場は通常南に向かって建てられているため、「東西」は客席の端から端までの客に対する呼びかけである。口上につきものの「隅から隅まで」とほぼ同義であると考えてよい。
「とざい」という短い発声と「とーざい」という長い発声を数度ずつ繰返して行うが、その型には幾つかの種類がある。ただし最後は必ず「とーざい」によって締めくくられ、その発声の尻は下がることを忌む（劇場の不入りに通ずるとする俗信）。
一説には江戸時代の大坂、道頓堀の芝居小屋に由来するという説がある。大坂、特に船場、島之内、天満地区は知ってのとおり、南北が「筋」、東西が「通り」と呼称されている。（島之内に例外）そして道頓堀の五座は全て、東西の「通り」に面しており、客の呼び込みにこの言葉が使用された。「とざい、とーざい」で「道頓堀すべてを見渡して」という意味になる。

## 東西声の例
口上の前に柝の音が入る場合もある。
- 歌舞伎仮名手本忠臣蔵大序の幕開き

「（下手）とざい、とーざい。とーざい、とざい、とーざい。とーざい、とーざい。（中央）とざい、とーざい。とーざい、とざい、とーざい。（上手）とざい、とーざい。とーざい」
七五三に掛ける。
- 歌舞伎における人形振りの口上

「とざい。ただいまの奥、奥庭狐火の段。語りまする太夫、竹本何太夫、竹本何太夫、竹本何太夫。三味線、鶴沢何某、豊沢何某、野沢何某。相勤めまする役人替名（やーくにんかえな）。八重垣姫一役、坂田藤十郎、坂田藤十郎。人形遣、中村翫雀。人形振りにて御覧に入れまする。そのため口上左様（さようっ、と短く言う）。とざい、とーざい」。
「とざい。このところ相勤めまする役人替名（やーくにんかえな）。お七一役、中村又五郎、中村又五郎。人形遣、中村又蔵。人形振りにて御覧に入れまする。そのため口上左様。とざい、とーざい」。
- 大相撲における結びの一番の口上

「（呼出）とざい、とーざい。（立行司）番数も取り進みましたるところ、片や、白鵬、白鵬、こなた、日馬富士、日馬富士。この相撲一番にて本日の打ち止め」。